# Vagiz Galiulin
Vagiz Galiulin (Asaka, 10 ottobre 1987) è un calciatore uzbeko con passaporto russo, centrocampista svincolato.

## Palmarès

### Club

#### Competizioni nazionali
- Coppa di Russia: 1

Tosno: 2017-2018
- Pervenstvo Futbol'noj Nacional'noj Ligi: 1

Tambov: 2018-2019
- Coppa dell'Uzbekistan: 1

Andijon: 2024